# Abdulla Al-Dakeel
Abdulla Al-Dakeel (ur. 3 czerwca 1985) – bahrajński piłkarz występujący na pozycji napastnika w drużynie Al-Muharraq Sports Club.

## Kariera piłkarska
Abdulla Al-Dakeel jest wychowankiem klubu Al-Muharraq. W sezonie 2008/2009 zaliczył krótki epizod w zespole Al-Wahda Abu Zabi. Potem jednak powrócił do ojczyzny, do zespołu Al-Muharraq. W 2005 zadebiutował w reprezentacji Bahrajnu. W 2011 został powołany do kadry na Puchar Azji rozgrywany w Katarze. Jego drużyna zajęła 3. miejsce w grupie i nie awansowała do dalszej fazy.